# الکترابل
الکترابل (انگلیسی: Electrabel) شرکت برق بلژیکی است، که در سال ۱۹۰۵ تأسیس شد.